# Retorica anti-LGBT

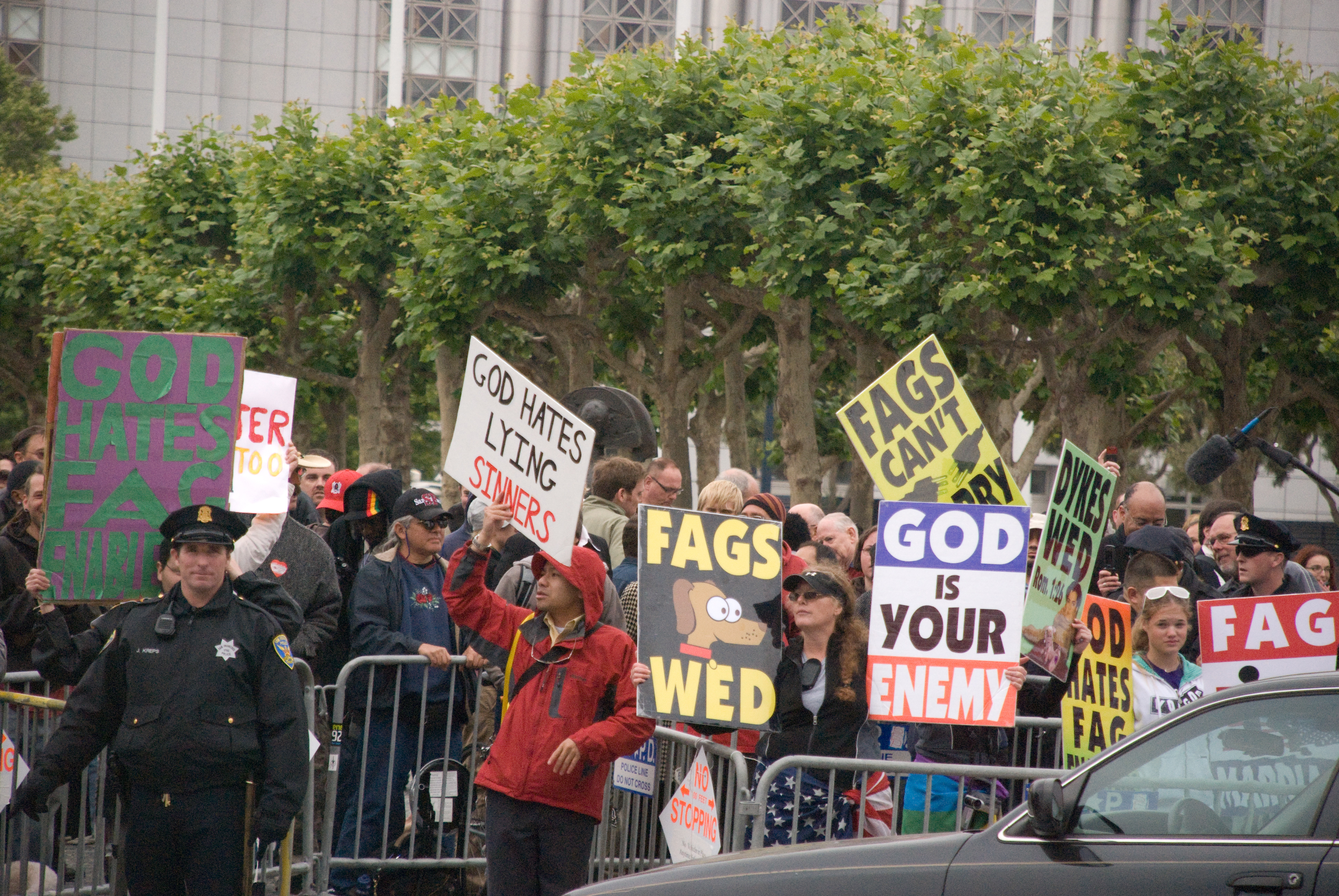
Proteste contro gli omosessuali a San Francisco

La retorica anti-LGBT e gli slogan anti-gay sono temi, tormentoni e slogan che vengono utilizzati contro l'omosessualità o altri orientamenti sessuali non eterosessuali nel tentativo di demonizzare lesbiche, gay, bisessuali e transgender (LGBT); essi possono andare dagli insulti più umilianti e peggiorativi fino all'espressione altamente negativa fondata su motivi religiosi, medici o morali. Si caratterizzano per essere delle parole o "discorsi d'odio" ed in alcuni casi incitanti a veri e propri crimini d'odio.
Una tale retorica ha nella generalità dei basi il suo fondamento ideologico nell'eterosessismo e può essere motivata dall'omofobia, dalla lesbofobia, dalla bifobia e dalla transfobia. Gli slogan maggiormente utilizzati non sono termini rivolti all'invettiva, ma rappresentano invero argomenti comunemente usati per trasmettere l'opposizione ai diritti LGBT o alla piena accettazione delle persone LGBT.

## Temi

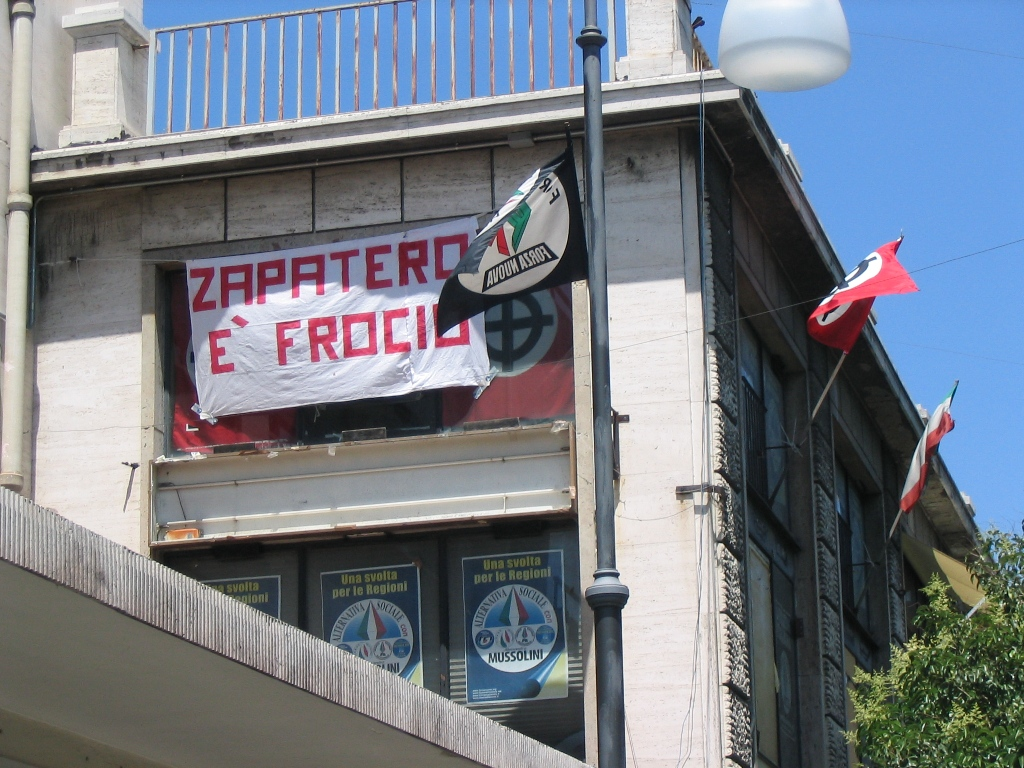
Uso politico dell'omofobia. Perugia, 2005 (Forza Nuova)

Alcuni concetti e argomenti contro il desiderio affettivo e le pratiche sessuali tra persone dello stesso sesso hanno avuto un'ampia evidenza nel corso dei secoli, anche se l'importanza data ad argomenti specifici è differente da cultura a cultura; ad esempio l'accusa di associazione con l'abuso sessuale infantile è una preoccupazione prettamente contemporanea.
La retorica anti-gay può anche giungere al ritornello affermante che l'omosessualità si pone in antitesi con i valori tradizionali (conservatorismo sociale) oppure che essa è un "cavallo di Troia" che ha lo scopo preciso di distruggere l'istituzione familiare stessa e di voler annientare l'umanità intera.
Una vasta presentazione di tutte le opinioni anti-omosessuali presenti negli Stati Uniti d'America nel corso della metà degli anni sessanta si può trovare nella relazione legislativa della Florida intitolata Homosexuality and Citizenship in Florida.

## Dichiarazione che il sesso omosessuale è innaturale
Questo particolare addebito viene fatto risalire nientemeno che a Platone il quale ebbe modo di dichiarare nelle sue Leggi (dialogo) (I 636c e VIII 841d) che il sesso omosessuale era "fuori dalla natura" (parà physin).
Sebbene l'istituzione psichiatrica una volta medicalizzasse il desiderio omosessuale, esso è stato successivamente rimosso nel 1974 dalla lista dei disturbi mentali elencata nel Manuale diagnostico e statistico dei disturbi mentali (DSM) in quanto la classificazione non era sostenuta da una buona ed accettabile prova scientifica e non ha soddisfatto i criteri d'inclusione. Vi sono state tuttavia significative controversie su questa decisione.
Tuttavia secondo un'altra contestazione di questa stessa argomentazione sostenuta, tra le altre, anche dall'"American Society for the Defense of Tradition, Family and Property" (TFP) esistono molti comportamenti dimostrati da una varietà di specie animali (tra cui per l'appunto anche l'omosessualità) ma che la maggior parte delle persone considererebbe essere decisamente innaturali negli esseri umani, come ad esempio il cannibalismo.
L'affermazione contraria a questa affermazione è che viene confuso il termine "innaturale" con quello di "sbagliato" e che pertanto risulta essere solamente un ripensamento della pretesa che vuole l'omosessualità essere moralmente sbagliata (proprio come il "cannibalismo") e non "innaturale". Tutte queste problematiche vengono ulteriormente complicate dal carattere essenzialmente di polisemia dei termini "naturale" e "innaturale" i quali possono venire utilizzati in un modo che può essere sottoposto ad equivoci.
Uno slogan del fondamentalismo cristiano contemporaneo che esprime bene questa visione è; "Dio ha fatto Adamo ed Eva, non Adam e Steve".

## Accuse di associazione con l'abuso su minori

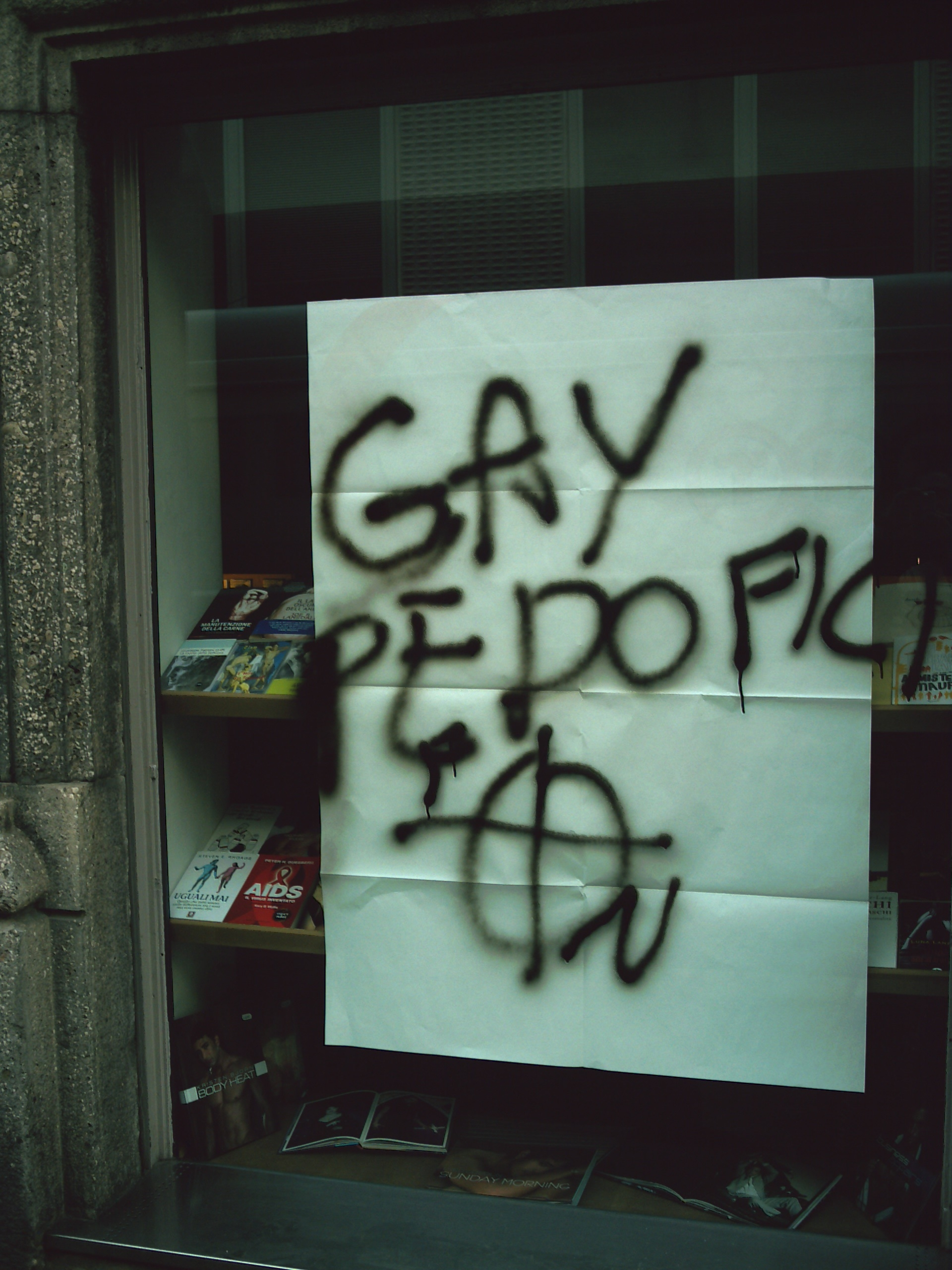
Associazione tra omosessualità e pedofilia in un graffito di estrema destra. Milano, 2006

L'affermazione che accusa gli omosessuali di essere associati con l'abuso sessuale sui minori è precedente all'epoca attuale, poiché è stata scagliata contro i sostenitori della pederastia anche durante l'antichità classica (vedi ad esempio Gli amori (Pseudo Luciano)). Più di recente questo addebito è stato definito come "reclutamento omosessuale", il che implicherebbe che gli omosessuali stiano guidando segretamente i bambini verso uno stile di vita omosessuale.
Uno slogan comune è: "gli omosessuali non possono riprodursi, per cui devono reclutare" o altre varianti simili. Nel sito web di The Advocate in un'intervista concessa per la sua opera del 2000 intitolata Outlaw Representation: Censorship and Homosexuality in 20th-Century American Art l'accademico dell'università di Stanford Richard Meyer discute diffusamente di questa linea di attacco.
Secondo Tim Miller, esperto di performance art " tutti coloro che hanno attaccato il lavoro di Robert Mapplethorpe alla fine degli anni ottanta hanno usato un'unica fotografia per rafforzare gli stereotipi sugli uomini gay come pedofili. Sebbene non venga mostrato (né tantomeno suggerito) alcun tipo di attività sessuale nel ritratto e, sebbene l'immagine sia stata commissionata dalla madre del bambino la quale si trovava ella stessa nella stanza al momento della sua ripresa, il fatto stesso che Mapplethorpe aveva fotografato un ragazzo nudo era sufficiente - questo almeno dentro i cervelli di Pat Robertson e Jesse Helms - affinché il fotografo fosse accusato di molestie sui bambini".
I gruppi di odio anti-LGBT hanno spesso sostenuto che gli uomini omosessuali sono maggiormente portati all'abuso sessuale rispetto agli eterosessuali, per il semplice motivo che un terzo degli aggressori mira ai maschi piuttosto che alle femmine; questo è di gran lunga superiore alla percentuale di uomini gay presente tra la popolazione: viene dunque sostenuto, secondo una tale linea di pensiero, che gli uomini gay possono commettere reati in una maniera sproporzionata.
Però l'omosessualità e la pedofilia non sono dei sinonimi; infatti può benissimo essere che questi due orientamenti si escludano reciprocamente, sul motivo per cui il maschio omosessuale è sessualmente attratto dalle qualità maschili, mentre il maschio eterosessuale è sessualmente attratto dalle caratteristiche femminili; le qualità dei minori sessualmente immaturi sono più femminili che maschili. Il criminale pedofilo che è attratto e impegnato in rapporti sessuali con le donne è eterosessuale. Sembra dunque che il maschio eterosessuale adulto costituisca un rischio sessuale maggiore per i bambini e i minori rispetto al maschio omosessuale adulto.
Nel 2015 il gruppo rifacentesi al conservatorismo "Campaigne for Houston" ha avviato una campagna anti-LGBT pubblicando un annuncio che ha preso di mira la "Houston, Texas Proposition 1, 2015", un disegno di legge anti-discriminazione il quale proteggerebbe i diritti delle persone transgender a poter utilizzare i bagni che si allineano alla loro identità di genere; secondo gli oppositori ciò implicherebbe il pericolo di "aggressione sessuale" nei confronti degli eterosessuali. Ciò è stato dichiarato da J. Brian Lowder. Editore associato per il Webzine Slate, come una palese "dichiarazione di transfobia".
"Come le persone trans hanno sempre ribadito nel corso di queste estenuanti guerre del bagno, che stanno solamente cercando di avere una struttura che sia adeguata e sicura per la loro identità di genere. Il suggerimento, come quello che questo annuncio fa, cioè che stiano cercando di aggredire bambini in gabinetto è, come fa eco Jonathan Capehart, orribilmente perverso".

## La sessualità omosessuale come un peccato

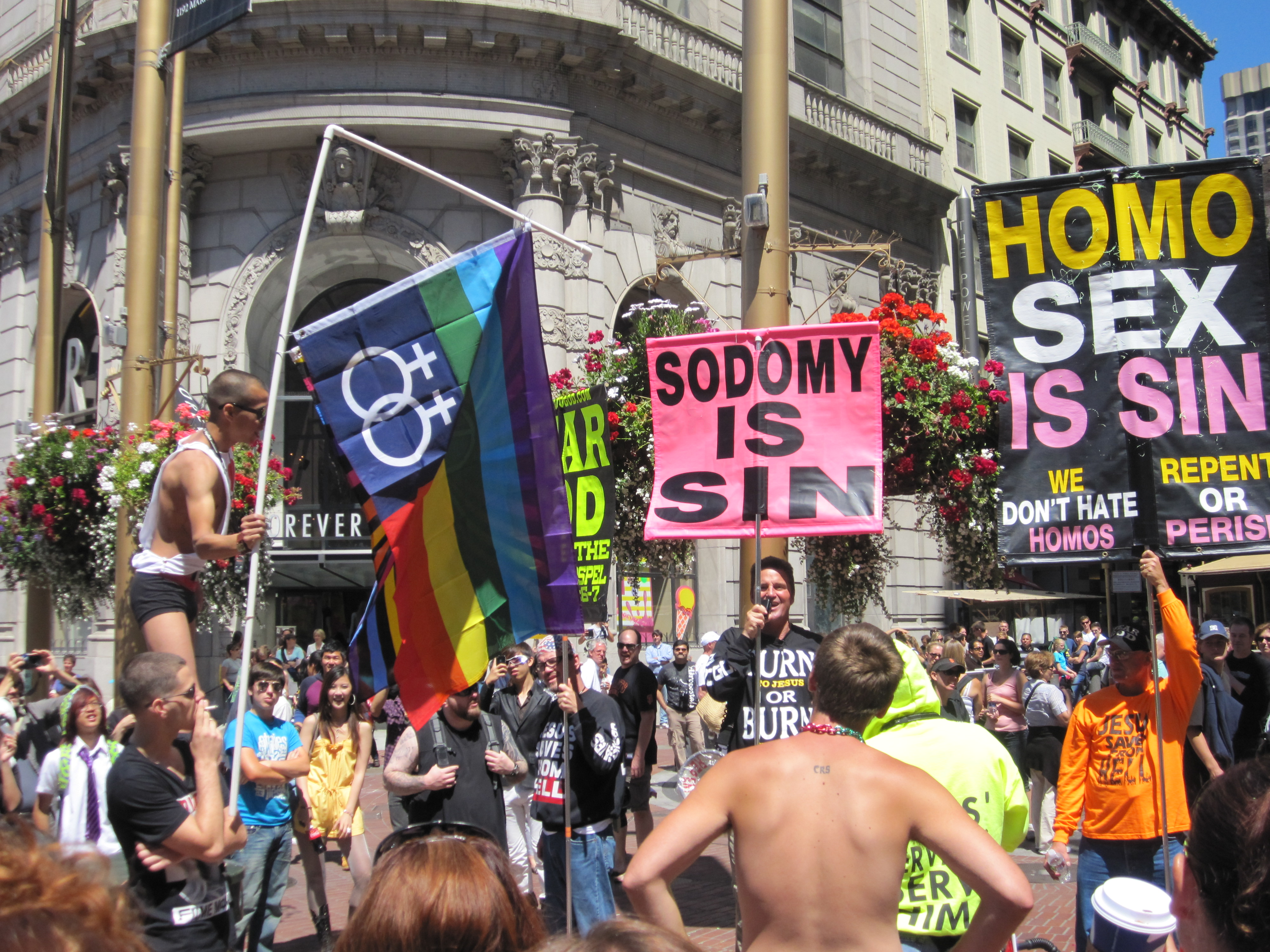
"L'omosessualità è peccato". Protesta a San Francisco

Molte confessioni religiose conservatrici delle religioni abramitiche, ma anche di altre religioni, considerano che gli atti omosessuali siano intrinsecamente peccaminosi basandosi fondamentalmente sulle proprie "Scritture Sacre"; ad esempio il Libro del Levitico 18:22 e 20;13, oppure la Prima lettera ai Corinzi 6:9.
Molte confessioni cristiane e alcuni fondamentalisti come Pat Robertson e Jerry Falwell citano testi biblici per sostenere che il rapporto sessuale tra persone dello stesso sesso è peccaminoso. Questi individui, assieme ale loro congregazioni, ritengono che gli atti sessuali, come il sesso anale e il sesso orale - insieme con la "fornicazione" di qualunque genere - siano delle forme di "immoralità sessuale" a cui ci si dovrebbe opporre. Uno degli slogan in questo caso è la frase comunemente usata: "amare il peccatore ma non il peccato". Certune di queste chiese tendono comunque a parlare in termini decisamente negativi nei riguardi della violenza contro le persone LGBT e i crimini d'odio.
Dallin H. Oaks, appartenente alla Chiesa di Gesù Cristo dei santi degli ultimi giorni, ha detto che "desidero ora dire con enfasi che la nostra preoccupazione per il frutto amaro del peccato è accoppiata con la simpatia di Cristo per le sue vittime, innocenti o colpevoli che siano. Noi sosteniamo l'esempio del Signore, che ha condannato il peccato, ma ha amato il peccatore. Dobbiamo sostenere con gentilezza ed aiuti gli afflitti, servendoci delle loro necessità e aiutandoli nei loro problemi".
Altre chiese affiliate alla Conservazione rifiutano l'idea stessa di un orientamento sessuale e considerano invece l'omosessualità solo come un "impulso" verso il comportamento peccaminoso omosessuale il quale, di conseguenza, sembra essere qualcosa di cui tutti possono fare esperienza di volta in volta nel corso della loro vita. Vari slogan diffamatori e controversi, tra cui alcuni elencati nella sezione successiva, sono stati utilizzati da congregazioni e individui avversi pregiudizievolmente alle perone LGBT come Fred Phelps, fondatore del sito web intitolato "godhatesfags.com" ("Dio odia i froci") e dell'indipendente Westboro Baptist Church. Questi slogan includono: "Dio odia i froci", "Fear God Not Fags" e "Matthew Shepard brucia all'Inferno".
Altre congregazioni tra cui la Metropolitan Community Church invece sostengono i diritti LGBT nel mondo e ritengono che né l'omosessualità né gli atti omosessuali siano un peccato.
L'omosessualità viene spesso considerata come peccaminosa anche nell'islam. In alcuni paesi del Medio Oriente gli atti omosessuali sono punibili con la pena di morte; l'unico paese mediorientale che riconosce le relazioni affettive tra persone dello stesso sesso è Israele, anche se l'omosessualità è legale pure in altri paesi. Il lesbismo è tuttavia legale in un maggior numero di paesi islamici rispetto all'omosessualità maschile.
Sulla base di tutto ciò il reverendo telepredicatore Jerry Falwell ha anche incolpato gli omosessuali, tra gli altri, per aver causato indirettamente gli Attentati dell'11 settembre 2001, provocando l'aggressione del fondamentalismo islamico. Nelle trasmissioni del programma televisivo cristiano "The 700 Club" Falwell ha fatto la seguente dichiarazione (per la quale si è in seguito scusato): "credo veramente che i sostenitori del neopaganesimo, dell'aborto, del femminismo e tutti quei gay e e lesbiche che stanno attivamente cercando di creare uno stile di vita alternativo; a tutti quelli cioè che hanno cercato di produrre la laicità in America, vada puntato il dito in faccia per dirgli: tu hai aiutato a far accadere tutto questo".
Anche alcune scuole del buddhismo condannano l'omosessualità. Per esempio nel 1997 il XIV Dalai Lama Tenzin Gyatso ha dichiarato che "dal punto di vista buddhista la sessualità gay e la sessualità lesbica sono generalmente considerate delle cattive condotte sessuali".

## AIDS come "malattia gay"
Un tema comune degli slogan anti-gay è quello che vuole l'AIDS essere una "malattia gay". Un esempio è dato da "AIDS Kills Fags Dead", una parodia dello spot pubblicitario "Raid: Kills Bugs Dead", il tagline utilizzato nella pubblicità televisiva per l'insetticida della "S. C. Johnson & Son".
Lo slogan è apparso durante i primi anni della pandemia negli Stati Uniti d'America, quando la malattia è stata diagnosticata principalmente tra gli omosessuali maschi ed era quasi invariabilmente fatale. Lo slogan ha assunto rapidamente il carattere di un truismo assai orecchiabile, una canzoncina o semplicemente qualcosa da poter scrivere nei graffiti. Lo slogan è apparso in pubblico all'inizio degli anni novanta quando Sebastian Bach, l'ex cantante del gruppo heavy metal  Skid Row, lo indossava su una maglietta lanciatagli da un membro del pubblico. Una variante di questo è "AIDS cures fags" (L'AIDS guarisce i froci).
La frase è stata utilizzata anche dagli oppositori religiosi dell'omosessualità. Esso è stato visto, ad esempio, nel 1998 al funerale di Matthew Shepard, vittima della violenza contro le persone LGBT, quando Fred Phelps e i suoi seguaci lo hanno cantato davanti alla riunione funebre.
Secondo l'Organizzazione mondiale della sanità le donne rappresentano il 50% delle persone che vivono con l'HIV. Secondo i Centri per la prevenzione e il controllo delle malattie, tra gli adulti maschi degli Stati Uniti gli MSM (uomini che hanno rapporti sessuali con altri uomini) hanno rappresentato "il 61% delle nuove infezioni da HIV negli Stati Uniti e il 79% delle infezioni tra tutti gli uomini appena infetti".
La percentuale di casi di HIV che possono essere attribuiti al risultato delle relazioni omosessuali varia anche in base alla geografia. In Russia, tra i nuovi casi di HIV registrati nel 2006, dove il modo di trasmissione era noto, circa la metà è dovuta al rapporto sessuale eterosessuale e questa percentuale è in costante crescita. Quasi il 60% dei casi è stato attribuito al non aver utilizzato il sesso sicuro tra gli uomini.
Nei Caraibi si stima che circa il 40% dei casi di HIV segnalati sia il risultato di sesso non sicuro tra gli uomini. Circa il 53% delle infezioni da HIV recenti diagnosticate negli Stati Uniti nel 2005 sono state tra uomini che hanno rapporti sessuali con gli uomini. La maggior parte dei nuovi casi di infezione da HIV in Canada nel 2002 è stata rappresentata da sesso non protetto tra gli uomini, mentre nell'Europa occidentale la percentuale più elevata è stata rappresentata da rapporti eterosessuali.

## Temi anti-transgender
Alcune tra le calunnie diffamatorie transfobiche come "shemale", "tra" e "ladyboy" sfruttano l'idea che le donne trans sono in realtà nient'altro che uomini mascherati come donne. Il concetto di una persona che si identifica ad un genere che non corrisponde alla loro identità sessuale fisica è stato spesso intrecciato in barzellette sul fatto di come debbano essere ripugnanti tali persone.
Ad esempio, in risposta ad una crescente spinta per favorire le leggi antidiscriminazione riguardanti i bagni pubblici, l'ex governatore dell'Arkansas Mike Huckabee ha inviato questo messaggio ad una Conferenza (la "National Religious Broadcasters"-NRB)" per i rapporti religiosi durante la sua candidatura per la presidenza del 2016:"ora ci ritroviamo in città dopo che le ordinanze che la riguardano dicono che la tua figlia di sette anni, se entra nel bagno, non può essere offesa e non si può offendere, se è accolta da un uomo di 42 anni che si sente essere più una donna che un uomo. Ora vorrei che qualcuno mi avesse detto che quando ero al liceo avrei anche potuto sentirmi come una donna quando veniva il momento di fare la doccia negli spogliatoi. Sono abbastanza sicuro che avrei trovato il mio lato femminile e avrei risposto: allenatore, penso che preferisco fare una doccia assieme alle ragazze".
Huckabee persevera continuando a dire: "che c'è qualcosa di inerente al fatto che i figli più piccoli siano parte di questo esperimento sociale". La cosiddetta facezia di Huckabee ha causato una sfida da parte dei leader LGBT tra cui Rebecca Issacs, direttore esecutivo della "Equality Federation", che ha dichiarato in una email diretta a The Huffington Post: "tutti hanno bisogno di usare il bagno e tutti si preoccupano della sicurezza e della privacy. I commenti di Mr. Huckabee contribuiscono a un clima in cui, nonostante i recenti guadagni di visibilità, i transgender continuano a fronteggiare tassi straordinariamente elevati di discriminazione e violenza".
Vi sono molte problematiche anche assai complicate esistenti in questi temi anti-transgender. Roffee e Waling hanno stabilito come anche la gran parte della comunità LGBTIQ+ continua ad essere confusa riguardo a quali individui possono identificarsi e come questo è correlato ad altre persone. Questa confusione spesso porta ad assunzioni e giudizi offensivi in modo che ci siano tensioni e comportamenti anti-sociali, talvolta anche all'interno della comunità stessa.